# Histoire minière de Sardaigne

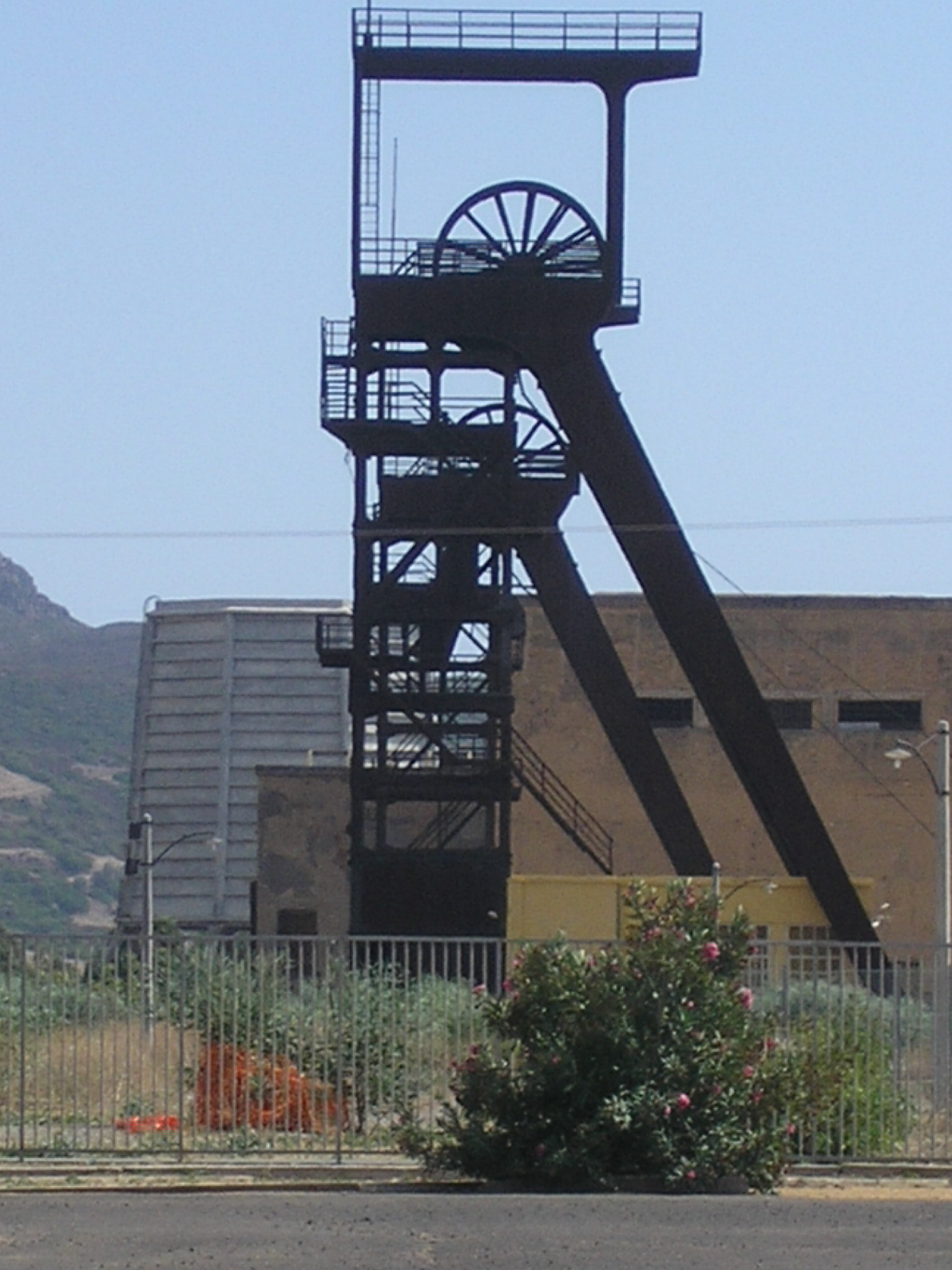
Chevalements de la mine de houille de Serbariu à Carbonia.

L'histoire de l'exploitation des minerais en Sardaigne, et donc le travail dans les mines, remonte à des temps très lointains.
Les commerçants et les explorateurs avaient l'habitude de fréquenter les côtes de l'île, attirés par les formidables richesses du sous-sol sarde. Divers toponymes, qui y sont liés d'une manière ou d'une autre, témoignent donc de la très ancienne présence de l'activité minière : Argentiera, Montiferru, Funtana Raminosa, et Capo Ferrato, pour n'en donner que quelques exemples.
Depuis 2007, huit aires minières de la Sardaigne font partie du réseau mondial des Géoparcs selon un programme établi, en 1998, par l'UNESCO.

## Préhistoire
La longue histoire minière de Sardaigne commence vraisemblablement autour du VIe millénaire av. J.-C. avec l'extraction de l'obsidienne sur le Mont Arci au centre-ouest de l'île. Le Mont Arci fut l'un des plus importants centres méditerranéens de l'extraction et d'industrie de cette roche volcanique. Des traces d'au moins 70 centres miniers et environ 160 infrastructures stables ou temporaires ont été trouvées dans cette région, depuis lesquels l'obsidienne était transportée au sud de la France, au nord de l'Italie, et vers les peuples des bords de la méditerranée dont l'Afrique voisine.
Autour du IIIe millénaire av. J.-C. les techniques et le savoir de la métallurgie arrivent et sont diffusés en Sardaigne, probablement importés du bassin oriental de la Mer Méditerranée, ce qui donne à la culture nuragique un niveau avancé de technologie. En même temps se développa la technologie minière, permettant l'extraction croissante de minéraux et donc des métaux. La position géographique de l'île, et surtout son patrimoine minier, attirèrent entre les XIVe et VIIIe siècles av. J.-C. les commerçants phéniciens, qui furent progressivement remplacés par les Carthaginois au VIe siècle av. J.-C. Tous les deux exploitèrent de manière intense les richesses minières, surtout dans l'iglesiente, où des traces d'excavations et des déchets de fusion attribuables à cette période ont été retrouvés.
Les traces archéologiques témoignent également d'une intense activité métallurgique près des riches gisements de minerai du Sarrabus, constitués de minéraux composés oxydés et des soufres de fer, de cuivre et de plomb.

## L'époque romaine

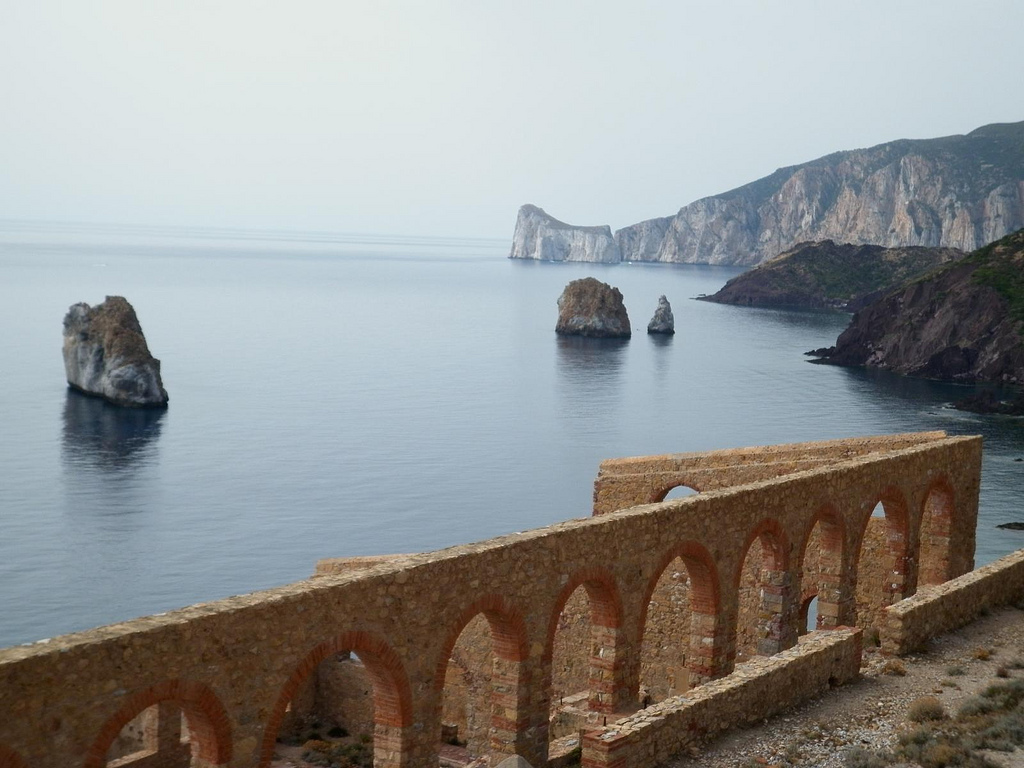
La côte de Nebida (600 millions d'années) avec au premier plan les vestiges de l'ancienne laverie Larmamora.

La domination romaine de la Sardaigne commença en 238 av. J.-C. après la première guerre punique. Les mercenaires sur l'île se rebellant, les Carthaginois durent la céder à Rome. La Sardaigne devint province de la République romaine en 226 av. J.-C.
L'activité minière augmenta énormément sous les Romains, surtout lorsqu'il s'agissait des gisements de plomb et d'argent. La République romaine avait adopté l'argent comme monnaie à la fin du IIe siècle av. J.-C. tandis que le plomb était omniprésent dans la vie civile, étant utilisé dans la production de beaucoup de produits, allant de la vaisselle aux conduites d'eau. La Sardaigne était la troisième plus grande région sous domination romaine pour sa quantité de métaux produits, après l'Espagne et la Grande-Bretagne. La production minière pendant la domination romaine est estimée à environ 600 000 tonnes de plomb et 1 000 tonnes d'argent. L'activité minière des Romains ne se limita pas au bassin iglesiente ; ils connaissaient bien et exploitaient les riches gisements d'argent du Sarrabus, ce qui mena le géographe antique Solin à écrire : « India ebore, argento Sardinia, Attica melle ».
Le système d'extraction des minerais consistait, à l'époque romaine, à faire des puits verticaux qui pouvaient aller à plus de cent mètres de profondeur. Le travail de ces puits, mené avec des outils manuels simples et parfois du feu, fut entrepris d'abord par des mineurs libres, dits metallari, puis, à partir de 190 av. J.-C. environ, par des esclaves et des prisonniers, ces derniers dits damnati ad effodienda metalla.
Dans l'année 369 l'empereur Valentinien Ier décréta que chaque navire qui jetterait l'ancre en Sardaigne devrait payer des droits de douane de 5 centimes pour chaque metallaro transporté. Successivement, les empereurs Gratien, Valens et Valentinien II interdirent à tous les metallari de s'établir sur l'île, décrets probablement provoqués par la peur que les exceptionnelles richesses des gisements sardes puissent diminuer l'importance des mines d'argent de la péninsule Ibérique, alors propriété impériale[réf. nécessaire]. La production minière sarde diminua donc considérablement à la fin de l'époque romaine. Quelques gisements continuèrent leur activité afin de satisfaire aux besoins limités du marché insulaire, mais beaucoup d'autres furent abandonnés, dont quelques-uns qui furent longtemps oubliés, comme ceux du Sarrabus.

## Le Moyen Âge
À la suite de la chute de l'Empire romain d'Occident, l'histoire de la Sardaigne commença à se développer de manière différente à celle de la péninsule italienne. Après la brève parenthèse de l'occupation vandale, l'île tomba sous domination byzantine, sous laquelle la production minière et l'activité métallurgique enregistrèrent une certaine renaissance. L'argent redevint l'un des principaux produits d'exportation de la Sardaigne, même si le trafic commercial dans la Méditerranée devint difficile à partir de 710 à cause des raids des sarrasins, dont ceux sur la côte sarde qui provoquèrent la dépopulation progressive des établissements côtiers au profit de ceux à l'intérieur de l'île.

Les quatre judicats sardes.

Étant isolée du reste de l'empire byzantin, la Sardaigne connut en cette période sa première vraie autonomie politico-administrative. L'île s'organisa en quatre royaumes souverains, ou judicats : Cagliari, Arborée, Logudoro et Gallura. Il n'existe que peu de documents sur l'histoire minière de la période judicale, mais il est raisonnable de penser que l'activité minière ne fut pas totalement abandonnée. En 1131 le giudice Gonario di Torres donna la moitié de la région d'Argentiera della Nurra à l'église de Sainte Marie de Pise, témoignant ainsi des forts liens politiques entre les faibles États sardes et la commune toscane.
C'est au début du XIe siècle, en fait, que sous les auspices de la cour papale de Benoît XIII, les deux républiques maritimes, Gênes et Pise, intervinrent dans l'histoire sarde, d'abord en tant qu'alliées contre l'émir musulman Mujāhid al-‘Āmirī, qui contrôlait quelques parties de l'île, et ensuite en tant que concurrentes pour le contrôle des faibles judicats sardes. La querelle se résolut à la faveur de Pise. En effet, la paix de 1087 entre les Génois et les Pisans fit prédominer le royaume pisan sur tout le territoire sarde.
Cette période pisane est très bien documentée en matière d'histoire minière. La famille pisane des comtes de Donoratico, sous Ugolino della Gherardesca, donna une nouvelle vie aux activités minières dans ses domaines sardes en faisant passer cette activité au premier plan de l'activité d'exportation sarde, et en particulier dans l'iglesiente. Ugolino opérait sur un territoire d'environ 500 kilomètres carrés nommé Argentaria del Sigerro en honneur de la richesse en argent de son sous-sol. Il favorisa le transfert des connaissances toscanes en Sardaigne, particulièrement en matière du travail minier, et plus généralement la repopulation de ses propres domaines. Le principal résultat de la politique démographique des Donoratico fut l'essor et le développement de Villa di Chiesa, l'actuel Iglesias.
Les pisans reprirent le travail des Romains en ouvrant de nombreux puits et en redécouvrant les anciens. L'intense activité dans les mines, ainsi que dans la vie politique, économique et sociale, fut réglée par une série de lois réunies dans un codex subdivisé en quatre tomes appelé le Breve di Villa di Chiesa. Dans ce codex la réglementation de l'activité minière, et en particulier l'extraction de l'argent, revêt d'un rôle d'importance. Les délits contre l'activité minière étaient sévèrement punis : la peine de mort était prévue non seulement pour ceux qui volaient de l'argent ou des minéraux en contenant, mais aussi pour les fondeurs qui extrayaient de l'argent de minéraux volés.
N'importe qui pouvait entreprendre l'activité minière dans la région de l'Argentiera ; ce n'était pas rare que des entreprises soient créés dans ce but, dans lesquelles les participants possédent des actions de l'entreprise. Certains partenaires de ces entreprises se limitent à avancer le capital nécessaire.
Les travaux se développent en creusant plus de puits, dits bottini, et des galeries, suivi des veines, quoique, ici l'extension des travaux est plutôt limitée. Pour travailler la roche on utilise de petites pioches et d'autres outils manuels ; du feu est utilisé pour la roche plus dure. La semaine de travail commence le lundi midi et finissait le samedi midi. Les mineurs travaillent douze heures par jour ; il leur est interdit de s'arrêter. Le travail dans les mines est suspendu pour l'été à cause de l'insalubrité du climat, les régions côtières en particulier étant fortement frappées par le paludisme. On calcule que les mineurs sardes ont fourni 15 tonnes du métal précieux par an à la ville de Pise pendant la période qui va du XIIe au XIVe siècle. La splendeur de la ville toscane est donc en partie créée par environ 6 500 metallari à Villa di Chiesa.
Pise perd ses domaines sardes en 1326 en faveur de la couronne du Royaume d'Aragon. La perte de l'île, et surtout de son argent, fut le début du déclin de la ville toscane, alors rivale avec Lucques et Florence.
La couronne aragonaise prit contrôle elle-même des mines et des droits inhérents à l'exploitation des riches gisements d'argent dans le but d'éviter que ceux-ci soient gaspillés dans des disputes entre les nobles aragonais. Le niveau d'activité minière est très réduit comparée à la période pisane. À la suite de la conquête totale de l'île, les Aragonais cherchèrent à donner un nouvel élan à l'extraction de l'argent : les douanes, les impôts et les droits de la couronne sur les minerais furent allégés. Toutefois, cette stratégie politique ne réussit pas à redonner à l'industrie minière sarde son ancienne splendeur. L'activité minière vit donc un déclin continu sous la domination aragonaise et éventuellement espagnole ; la Sardaigne, autrefois l'une des plus importantes régions du monde en matière d'extraction d'argent, se voit contrainte d'importer le métal précieux depuis les possessions espagnoles du Nouveau Monde. L'industrie minière sarde ne fut pas toutefois détruite ; elle tournait encore pour le petit marché domestique, notamment en ce qui concerne le plomb.
L'usage par l'administration d'État de subordonner l'activité minière en assignant des concessions, se stabilisa pendant la domination espagnole. Au moins quarante concessions pour l'exploration et l'exploitation des gisements sardes furent assignées. De celles-ci, huit furent des concessions générales (c'est-à-dire, s'étendant sur tout le territoire sarde), et dix-huit limitées à la région d'Iglesias. Ceux assignés des concessions étaient tenus de donner 10 % de la valeur des minerais extraits au propriétaire de la terre.
À cette période correspond aussi la première tentative de rouvrir les mines du Sarrabus, fermées depuis plus de mille ans. En fait, le 6 juin 1622, un certain Gio. Antonio Agus obtient la permission d'explorer le Mont Narba, près de San Vito.
La domination espagnole sur la Sardaigne se termina après un peu moins de quatre cents ans, à la suite des vicissitudes de la guerre de Succession d'Espagne et de la tentative de reconquête de la part du cardinal Alberoni.

## Époque du royaume de Sardaigne
En 1720, comme conséquence du traité de Londres, l'île passe sous contrôle de la maison de Savoie. Le royaume donna un nouvel élan à l'activité minière, qui était liée aux concessions générales, comme sous les Espagnols. Les premiers à obtenir ce genre de concession, d'une durée de vingt ans, furent les cagliaritani Pietro Neddu et Stefano Durante. En 1740 la concession de trente ans fut assignée au britannique Charles Brander, le baron Charles de Holtzendorff et au consul suédois à Cagliari, Karl Gustaf Mandel. Le contrat stipulait que les concernés devaient verser 12 % des cristaux et 2 % de l'argent  extraits à la taxe royale pendant les quatre premières années, ainsi que 5 % pour les six années successives et 10 % pour les 20 années restantes. Les droits devaient s'envoyer en même temps que les minerais exportés, et tous les six mois pour ceux vendus dans l'île.
Les nouvelles sociétés, surtout celle de Mandel, introduisirent diverses innovations technologiques, dont l'utilisation des explosifs lors de l'extraction. Des experts en matière de l'exploitation minière furent emmenés en Sardaigne, dont de nombreux Allemands. C'est à Mandel aussi qu'on doit la fonderie de plomb de Villacidro. Il fut toutefois accusé, par l'Intendance Royale, de transférer l'exploration à d'autres miniers, se limitant lui-même à l'exploitation des mines déjà existantes. Une enquête fut ouverte pour investiguer les présumées irrégularités fiscales qui aboutit, en 1758, à la révocation de ses concessions.
En 1762 l'administration des mines sardes passa aux mains du directeur des mines, Pietro de Belly, lequel bloqua l'activité minière privée pour laisser l'État exploiter les richesses du sous-sol sarde directement. Belly chercha aussi de réintroduire le travail forcé aux mines ; ceci lui mérita une critique de Quintino Sella en 1771. Belly rata aussi l'exploitation des riches mines d'argent du Sarrabus dont Mandel avait vu le potentiel. En fait, Belly trouva son exploitation trop coûteuse à cause du terrain accidenté et la difficulté à communiquer avec la région. La valeur minière de la région sud-est de l'île n'est découverte que lors du siècle suivant.
Les dernières années du XVIIIe siècle furent importants pour l'industrie minière sarde ; des traces de fer furent trouvées près d'Arzana, ainsi que des traces d'antimoine aux environs de Ballao. Au début du XVIIe siècle il y avait 59 mines en Sardaigne, principalement de plomb, de fer, de cuivre et d'argent. La renaissance de l'activité minière attira plusieurs aventuriers piémontais et d'autres nations européennes, notamment le Français Honoré de Balzac qui, en 1838, redonna vie à une initiative d'exploitation des anciennes filières de plomb dans la plaine de la Nurra.

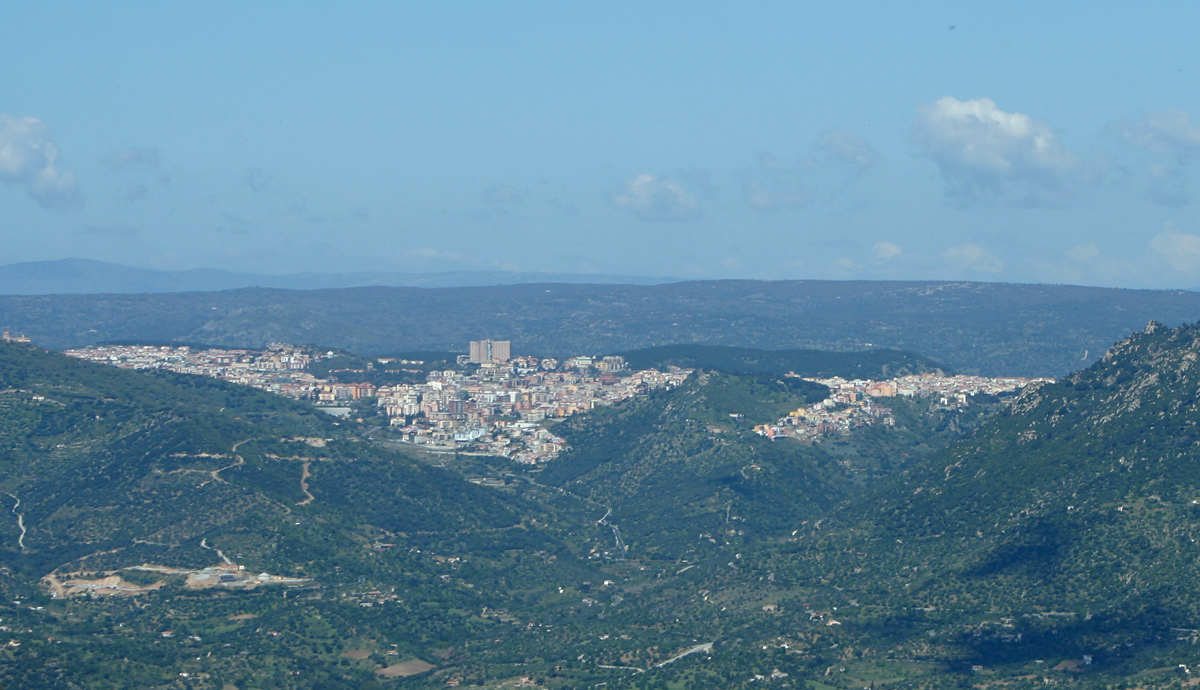
La ville de Nuoro et ses environs.

La nouvelle loi minière fut instaurée en 1840 ; celle-ci prévoyait la séparation de la propriété du sol de celle du sous-sol. Selon la nouvelle loi n'importe qui pouvait demander l'autorisation d'effectuer des prospections minières ; il devait se procurer une autorisation écrite du propriétaire des terres sur lesquelles il pensait travailler, mais si le propriétaire s'y opposait et cette opposition n'était pas assez argumentée, le préfet pouvait concéder tout de même l'autorisation. L'unique obligation du minier était de verser au propriétaire 3 % de la valeur des minerais extraits et de le rémunérer pour les dommages causés à ses terres. Cette loi n'entra pleinement en vigueur sur l'île qu'en 1848, après lequel fut réalisée la « parfaite fusion » (perfetta fusione) de la Sardaigne avec les terres continentales appartenant à la maison de Savoie.
La nouvelle loi facilita l'octroi des concessions minières et attira de nombreux entrepreneurs, en particulier liguriens et piémontais, et vit naître la première société consacrée à exploiter les prometteurs gisements sardes. Une société Génoise (la Società Nazionale per la coltivazione di miniere in Sardegna) tenta en vain d'obtenir une concession générale. Cette sorte de concession fut en fait formellement interdite par la nouvelle loi pour empêcher la constitution de monopoles de l'activité minière. Le projet de la Società Nazionale tomba donc à l'eau ; on voit donc la création d'un grand nombre de sociétés contrôlées par les mêmes protagonistes de la Società Nazionale, dans un effort de se voir octroyer le plus de concessions possibles. La majorité des sociétés minières opérant sur le territoire sarde était donc de capital non sarde. Une exception significative est celle de l'entrepreneur sarde Giovanni Antonio Sanna, qui obtint une concession perpétuelle sur environ 1200 hectares dans la région de Montevecchio en 1848. Beaucoup de sociétés n'avaient pas les capacités techniques pour opérer dans le marché minier ; celles-ci firent faillite ou fusionnèrent avec d'autres pour former des sociétés plus grandes et plus stables.
En 1858, l'exilé d'origine romagnaise Enrico Serpieri fit construire la fonderie de Domusnovas pour l'exploitation des minerais de plomb présents dans les vieilles mines, et peu de temps après une autre à Fluminimaggiore. En 1862 ces deux fonderies de Serpieri produisirent déjà 56 % de tout le plomb sarde extrait des vieilles excavations.

## Après l'unificationde l'Italie
C'est à partir de 1865 que le zinc s'ajouta à la liste des principaux minerais extraits, les autres étant le plomb et l'argent. En fait, de la calamine (hémimorphite, ou silicate de zinc) fut trouvée dans les mines de Malfidano à Buggerru.

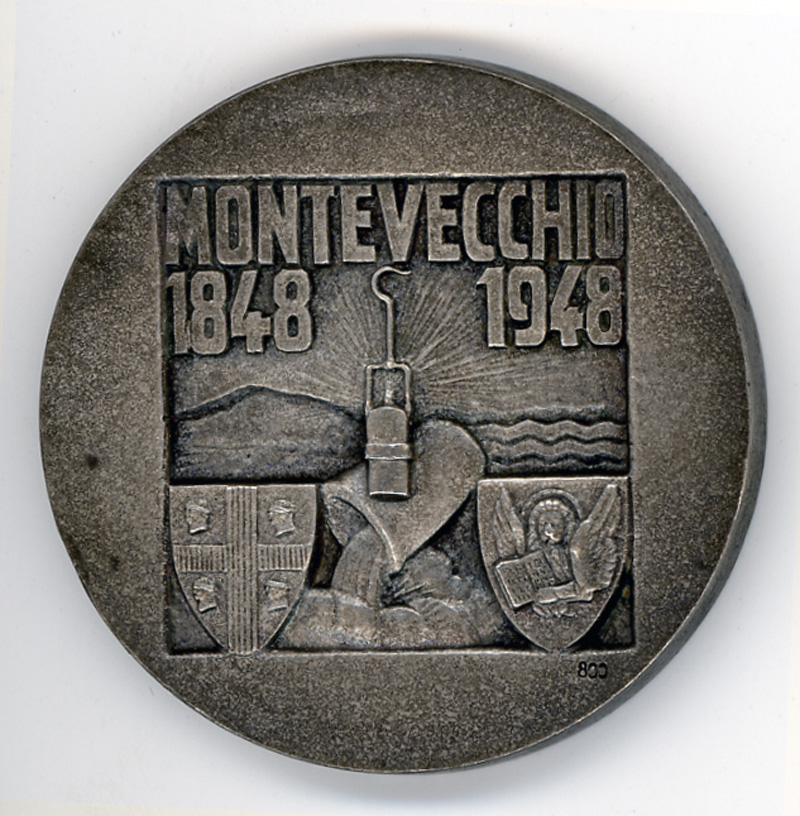
Recto d'une médaille inaugurale des mines de Montevecchio.

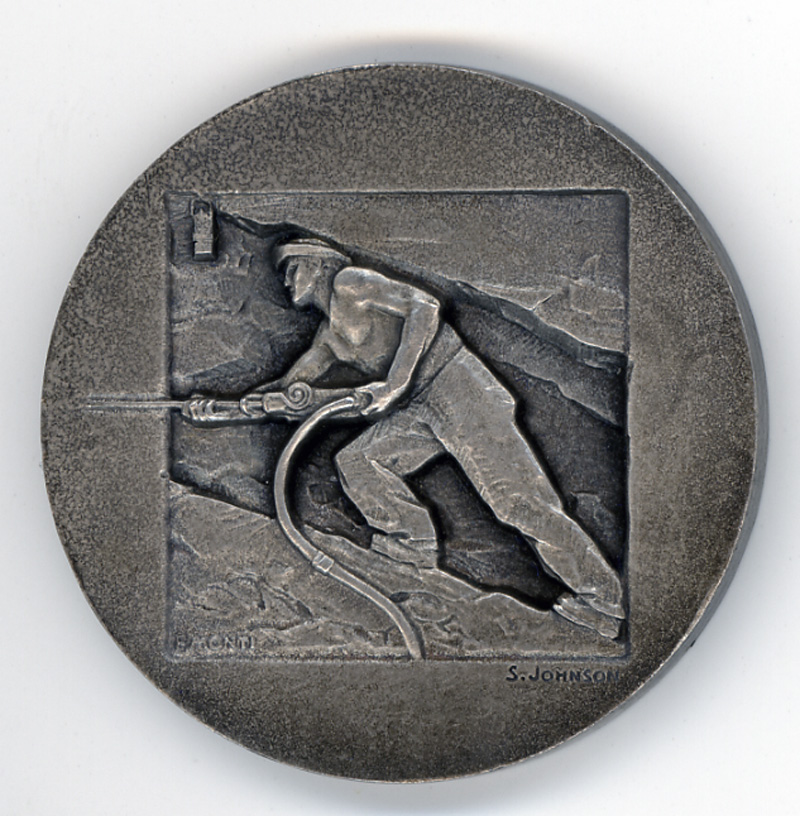
Elle fut remise aux mineurs pour le centenaire des mines de Montevecchio (verso).

La dynamite fut introduite en Italie aux environs de 1868 ; elle avait été inventée l'année précédente par le chimiste suédois Alfred Nobel. Cette invention révolutionna en peu de temps les techniques d'extraction, diminuant son coût, même dans les mines humides.
Entretemps, les malheurs de la Sardaigne au sein du nouvel État italien augmentèrent. En 1867 les députés sardes demandèrent au président du Conseil des ministres, Bettino Ricasoli, une plus grande implication de l'État dans le soulagement de la misère dans laquelle vivait la population sarde. Le malaise social conduisit à de graves désordres à Nuoro en avril 1868 ; le peuple entier se souleva au cri de « Su connottu! Su connottu! », contre la vente des terres de l'État. Une commission parlementaire d'enquête fut instituée peu après cet évènement, présidée par Agostino Depretis et comptant parmi ses membres le député piémontais Quintino Sella. Ce dernier, ingénieur minier, publia un rapport sur l'état de l'industrie minière sarde en 1871, œuvre qui constitue un document d'une extraordinaire importance. Sella, accompagné d'Eugenio Marchese, le directeur du district minier de la Sardaigne, visitèrent les principales mines et établissements métallurgiques de l'île pendant un voyage qui dura 18 jours. Leur rapport mit en évidence l'importance croissante de l'industrie minière sarde dans l'économie italienne. Les années 1868-1869 virent travailler 9171 employés dans les mines sardes, quasiment le triple qu'en 1860. En fait, à la suite de l'extension en 1840 des lois minières du Piémont en Sardaigne et de sa modification en 1859 pour favoriser les industriels miniers, il y eut un rapide développement de la recherche et des exploitations, une augmentation de la production et donc de la main d'œuvre employée. En 1870 les permis de prospections, qui n'étaient qu'au nombre de 83 en 1861, augmentèrent à 420, et les concessions de 16 à 32. Les minerais ainsi produits passèrent de 9379,8 tonnes en 1860 à 127 924,6 en 1868-1869, et leur valeur tripla durant ces mêmes années pour atteindre les £ 13 464,780.
Le rapport de Sella permit aussi de faciliter le transport des minerais aux ports, et ainsi les sociétés minières avaient construit, jusqu'en 1870, 30 kilomètres de chemin de fer et 181 de routes. Le développement constant de l'industrie minière encouragea la venue de techniciens (ingénieurs, géologues) et d'employés d'administration venant d'autres régions de l'Italie. Étant donné le bas niveau d'instruction et de préparation technique des Sardes, même une grande partie de la main d'œuvre provenait du continent.
La plupart du temps, les sociétés minières opérant sur l'île prirent des attitudes qu'on peut aujourd'hui définir en tant que colonialistes ; ils se limitèrent souvent à exploiter les parties les plus riches de leurs mines, transférant ensuite les minerais extraits sur le continent pour y être traités. Les énormes profits ainsi faits ne furent pas réinvestis sur place, si ce n'est que pour faciliter les activités des entreprises.
Le rapport de Sella ne manqua pas de montrer la disparité économique entre les mineurs sardes et ceux d'origine continentale, ainsi que la nécessité d'une école pour chefs mineurs et fondeurs à Iglesias. Le rapport concluait avec une recommandation d'augmenter le capital versé dans l'industrie sarde pour impulser son développement, et surlignait l'urgente nécessité de construire un réseau routier, ainsi que de compléter les principaux chemins de fer. Il mit en évidence aussi la nécessité de créer et de développer un système télégraphique adéquat ; il demanda aux principales compagnies minières d'en créer avec leurs propres moyens pour rendre la communication plus rapide. Cette proposition fut toutefois ignorée par la loi, qui garantit peu après à l'État le monopole sur la construction de cette infrastructure importante.
Le siège du district minier fut transféré de Cagliari à Iglesias en 1872.
L'industrie minière italienne connut l'émergence d'un nouveau secteur l'année précédente. En effet, ce fut à la suite des débuts de l'exploitation du riche sous-sol du Sarrabus que commence la production de l'argent. S'ouvrit ainsi un cycle de production qui dura une quarantaine d'années. Des 15 premières tonnes produites en 1871 dans la région du Mont Narba, on atteignit vite les 2 000 tonnes annuelles en moyenne pendant la décennie allant de 1880 à 1890, décennie que Rolandi appellera « la décennie en argent » (il decennio argenteo) lorsque la production atteignit la valeur de deux millions de lire. Des trois mines qui se trouvaient dans la région en 1871, on passa à dix en vingt ans, nombre qui diminua à une seule lors de la fermeture définitive des lieux.

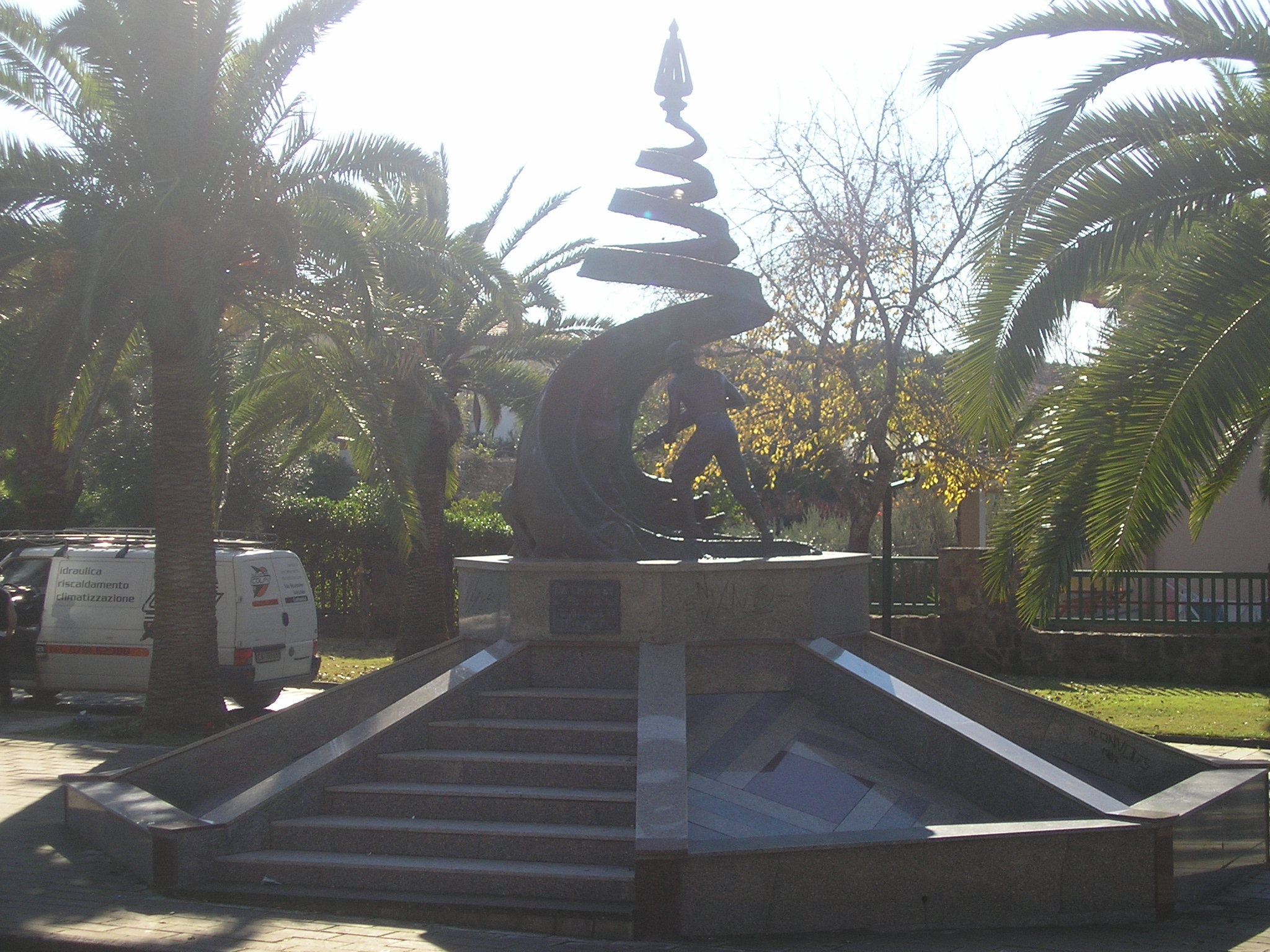
Monument aux mineurs à Carbonia.

Le Sarrabus vit une sorte de ruée vers l'argent, tant les grandes entreprises, dont la Société de Lanusei (Società di Lanusei) et celle de Monteponi, que les petits chercheurs de métaux précieux. Ils se mirent à présenter des centaines de demandes de permis pour effectuer des prospectionss minières sur le territoire des communes de Muravera, Villaputzu et San Vito en particulier. Déjà, en 1851 l'entreprise génoise Unione Sulcis e Sarrabus, dont les principaux actionnaires furent les Belges Émile et Hélène Poinsel, se vit attribuer en concession la mine de Gibbas, près de Villaputzu, mais les travaux y furent abandonnés à cause des nombreuses difficultés liées à la forte incidence du paludisme. En 1870 l'entreprise génoise Società Anonima delle Miniere di Lanusei obtint un permis de recherche dans la zone du Mont Narba, dans la commune de San Vito. En 1885 l'ingénieur Français Léon Goüin créa à Gênes la Società Tacconis-Sarrabus pour exploiter le sous-sol de Tacconis. Goüin créa aussi la Société des mines de Rio Ollastu à Paris en 1888.
Dans sa période de plus grande splendeur, les gisements du Sarrabus employaient 1500 mineurs, répartis parmi dans les mines de Masaloni, de Giovanni Bonu, du Mont Narba, de Perd'Arba, de Baccu Arrodas, de Tuviois, de S'erra et S'llixi et de Nicola Secci. Pour avoir une idée précise de la valeur quantitative du gisement argentifère du Sarrabus, on peut dire que pendant que dans le reste du monde la teneur moyenne d'argent par quintal de plomb oscillait entre 200 et 300 grammes, dans le Sarrabus il s'élevait à un kilogramme par quintal. À Baccu Arrodas elle était encore plus haute.